# Barbados az olimpiai játékokon
Barbados az 1968-as nyári olimpiai játékokon vett részt először önálló csapattal, és azóta a legtöbb nyári sportünnepen jelen volt, de a téli olimpiákon még nem képviseltette magát.
Barbados eddig egy olimpiai érmet nyert, a 2000-es nyári olimpián Obadele Thompson atlétikában, 100 m-es síkfutásban ért el harmadik helyet.
1960-ban az ország sportolói Brit Nyugat-India színeiben vettek részt, a barbadosi származású James Wedderburn ekkor nyert bronzérmet a 4 × 400 méteres váltó tagjaként.
A Barbadosi Olimpiai Szövetség 1955-ben alakult meg, a NOB még ebben az évben felvette tagjai közé, a bizottság jelenlegi elnöke Steve R. Stoute S.C.M..

## Éremtáblázatok

### Érmek a nyári olimpiai játékokon
| Olimpia              | Arany                       | Ezüst                       | Bronz                       | Összesen                    |
| 1960, Róma           | Brit Nyugat-India részeként | Brit Nyugat-India részeként | Brit Nyugat-India részeként | Brit Nyugat-India részeként |
| 1964, Tokió          | nem vett részt              | nem vett részt              | nem vett részt              | nem vett részt              |
| 1968, Mexikóváros    | 0                           | 0                           | 0                           | 0                           |
| 1972, München        | 0                           | 0                           | 0                           | 0                           |
| 1976, Montréal       | 0                           | 0                           | 0                           | 0                           |
| 1980, Moszkva        | nem vett részt              | nem vett részt              | nem vett részt              | nem vett részt              |
| 1984, Los Angeles    | 0                           | 0                           | 0                           | 0                           |
| 1988, Szöul          | 0                           | 0                           | 0                           | 0                           |
| 1992, Barcelona      | 0                           | 0                           | 0                           | 0                           |
| 1996, Atlanta        | 0                           | 0                           | 0                           | 0                           |
| 2000, Sydney         | 0                           | 0                           | 1                           | 1                           |
| 2004, Athén          | 0                           | 0                           | 0                           | 0                           |
| 2008, Peking         | 0                           | 0                           | 0                           | 0                           |
| 2012, London         | 0                           | 0                           | 0                           | 0                           |
| 2016, Rio de Janeiro | 0                           | 0                           | 0                           | 0                           |
| 2020, Tokió          | 0                           | 0                           | 0                           | 0                           |
| 2024, Párizs         | 0                           | 0                           | 0                           | 0                           |
| Összesen             | 0                           | 0                           | 1                           | 1                           |

## Érmek sportáganként

### Érmek a nyári olimpiai játékokon sportáganként
| Barbados érmei a nyári olimpiai játékokon sportáganként | Barbados érmei a nyári olimpiai játékokon sportáganként | Barbados érmei a nyári olimpiai játékokon sportáganként | Barbados érmei a nyári olimpiai játékokon sportáganként | Az olimpiai zászlaja |

| Sportág  | Arany | Ezüst | Bronz | Összesen |
| -------- | ----- | ----- | ----- | -------- |
| Atlétika | 0     | 0     | 1     | 1        |
| Összesen | 0     | 0     | 1     | 1        |